# Melanerpes portoricensis
Il picchio di Portorico (Melanerpes portoricensis Daudin, 1803) è l'unico picchio endemico dell'arcipelago di Porto Rico ed è una delle cinque specie del genere Melanerpes originarie delle Antille. Inoltre, è l'unica specie della famiglia dei Picidi presente a Porto Rico. La specie è comune nell'isola principale di Porto Rico e rara nell'isola di Vieques.

## Descrizione
Il picchio di Portorico ha corpo nero e gola e petto di colore rosso brillante. Possiede una macchia bianca che corre lungo la testa da un occhio all'altro. I fianchi e la parte inferiore del corpo hanno una colorazione arancio chiaro. Come nella maggior parte degli uccelli, anche in questa specie è presente il dimorfismo sessuale. Nel maschio la gola e il petto hanno una tonalità più accesa che nella femmina, e quest'ultima presenta generalmente una colorazione dai toni più monotoni in ogni periodo dell'anno. Tra i due sessi è presente anche una sostanziale differenza nella lunghezza del becco (pari al 18% circa). 

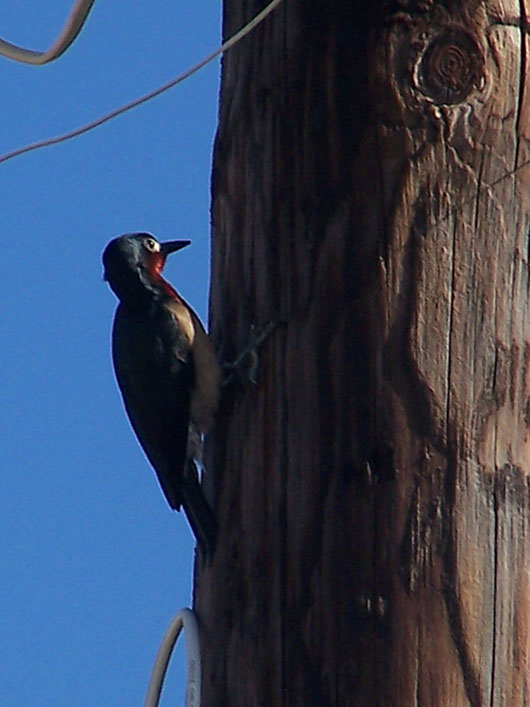
Picchio di POrto Rico.

I maschi sono anche leggermente più grandi delle femmine. Il peso si aggira in media sui 56,0 g. La lunghezza del corpo varia tra i 23 e i 27 cm.

## Distribuzione e habitat
Il picchio di Portorico è una specie comune e ampiamente diffusa a Porto Rico, ove è presente soprattutto nelle foreste, nelle piantagioni di caffè, tra le mangrovie, nei palmeti e in parchi e giardini. Oltre che a Porto Rico, in passato era presente anche sull'isola di St. Croix. Infatti, in epoca pleistocenica Porto Rico, Vieques, Culebra, St. Croix e le altre isole Vergini costituivano un'unica massa di terra. Si ritiene che all'epoca la specie estendesse il suo areale fino a St. Croix e a Vieques.

## Biologia
Si dice che il picchio di Portorico ricordi, nel comportamento e nella struttura, il picchio testarossa nordamericano (Melanerpes erythrocephalus). Come la maggior parte dei picchi, questa specie utilizza il becco per scavare cavità nei tronchi in cerca di prede. La sua dieta è costituita soprattutto da insetti quali formiche, larve di coleottero e altre specie. Anche i frutti sono una voce importante della sua alimentazione, e compongono un quarto della dieta. Raramente può consumare scorpioni, gechi e coquí. La femmina depone da una a sei uova bianche in una cavità scavata dal maschio. I nidi di M. portoricensis vengono utilizzati da altri uccelli endemici di Porto Rico come il pigliamosche di Porto Rico (Myiarchus antillarum) e l’ittero spallegialle (Agelaius xanthomus).